# Культурні пам'ятки Аль-Айна
Культурні місцевості Аль-Айна — сукупність з 17 історичних культурних пам'яток у місті Аль-Айн та на його околицях, внесених до списку Світової спадщини ЮНЕСКО 2011 року.
Район міста Аль-Айн був населений з часів бронзової та залізної доби, не менше як 3000 років до н. е. Завдяки наявності джерел води на схилах та поблизу гори Джебель-Хафіт через цей район пролягали сухопутні шляхи, що сполучали теперішні Саудівську Аравію й Оман, поселення на узбережжі Перської затоки та Месопотамію. Археологічні розкопки виявили низку поселень з характерними коловими кам'яними могилами, колодязями, системою іригації «фаладж», оазами, будівлями з глиняної цегли та ранніми формами сільського господарства.
Комітет Світової спадщини на своїй сесії 19-29 червня в Парижі визначив, що комплекс пам'яток Аль-Айна відповідає критеріям iii, iv, v для культурної спадщини. Так, за критерієм iii об'єкт визнаний винятковим свідченням розвитку доісторичних культур у пустельній зоні з неоліту до залізної доби, що також демонструє перехід від мисливства та кочівництва до осілого сільського господарства, яке існує й на сьогодні. За критерієм iv могили та залишки стародавньої архітектури, як і давня система іригації є винятковими ілюстраціями розвитку суспільства пустельного регіону. Критерій v вказує, що цивілізації північно-східної частини Аравійського півострову навчилися жити в складних умовах пустелі та добувати воду для створення стабільного існування в цих умовах.

## Пам'ятки
17 об'єктів розподілені по 4 групах. На південному краю міста Аль-Айн розташовані пам'ятки гори Джебель-Хафіт, на півночі міста - археологічні пам'ятки Хілі, у центральній частині - оази та за 14 км на північ від Аль-Айна знаходиться пам'ятка Бідаа-Бінт-Сауд.

### Джебель-Хафіт
На схилах та відрогах гори Джебель-Хафіт розташовано 5 пам'яток:
- Пустельний парк Джебель-Хафіт (англ. Jebel Hafit Desert Park)
- Північні могили Джебель-Хафіт (англ. Jebel Hafit North Tombs)
- Могили Парку дикої природи Аль-Айна (англ. Al Ain Wildlife Park Tombs)
- Могили західного кряжу Хафіта (англ. West Ridge Hafit Tombs)
- Кряж Аль-Накфа (англ. Al Naqfa Ridge)

### Хілі
У північно-східному районі Хілі знаходяться 5 об'єктів:
- Археологічний парк Хілі
- Пам'ятка Хілі-2
- Північна могила Хілі A
- Північна могила Хілі B
- Пам'ятка Румайла

### Оази
З 7 сучасних оаз Аль-Айна до списку внесено 6:
- Оаза Аль-Айн[3]
- Оаза Хілі
- Оаза Аль-Джимі
- Оаза Аль-Каттара
- Оаза Мутаредх
- Оаза Аль-Мувайджі

### Бідаа-Бінт-Сауд
Бідаа-Бінт-Сауд являє собою археологічну пам'ятку, що містить могили бронзової доби, іригаційну систему залізної доби та залишки будівлі невідомого призначення.